# Lorentz Gustaf Stöltenhielm
Lorentz Gustaf Stöltenhielm, född 14 april 1645 i Vingåker, död 21 januari 1719 i Västra Vingåkers församling, Södermanlands län, var en svensk adelsman och militär.

## Biografi
Han var son till Per Larsson Stöltenhielm och svåger till Arvid Horn genom giftermål med Catharina Regina Ehrenstéen. Han är även släkt med Gyllenpistol.
Stöltenhielm är en adelssläkt som har nummer 630 som vapensköld.
Lorentz Gustaf Stöltenhielm finns nämnd i omkring 25 resolutioner angående Livregementet åren 1683–84. Han beviljades avsked därifrån 1703 med överstes rang.

### Egendom
Stöltenhielm ägde gården Kesätter i Västra Vingåkers socken.

### Familj
Stöltenhielm gifte sig första gången 22 februari 1680 på Lagersberg med Christina Uttermarck, dotter av ståthållaren Daniel Uttermarck och Catharina Eriksdotter. De fick tillsammans barnen Anna Catharina Stöltenhielm (1681–1750) som var gift med lagmannen Johan Stenholm och Christina Stöltenhielm (död 1685).
Stöltenhielm gifte sig andra gången 4 januari 1691 med Catharina Regina Ehrenstéen (1666–1709), dotter av kungliga rådet Edvard Ehrenstéen och Catharina Wallenstedt.
Stöltenhielm gifte sig tredje gången 16 oktober 1710 på Skalltorp med Charlotta Gyllenpistol (1678–1722), dotter av landshövdingen Carl Gyllenpistol och Märta Rosenstråle.

## Källhänvisningar
1. ↑  "Förteckning över De la Gardieska arkivet Historiska handlingar". LU.se, 2009. Läst 31 januari 2015.
2. ↑  ”Kongl. Swänska Hufwudquarteret. Heilsberg i Ermland den 27 Decembris”. Ordinarie Stockholmiske Post-Tijender:  s. 1. 19 januari 1704. https://tidningar.kb.se/g0s7p69s2p9jr8f/part/1/page/1?q=at.
3. 1 2 3 4  Elgenstierna Gustaf, red (1934). Den introducerade svenska adelns ättartavlor 8 Stålarm-Voltemat. Stockholm: Norstedt. sid. 46. Libris 10076764